# ГТ-Т

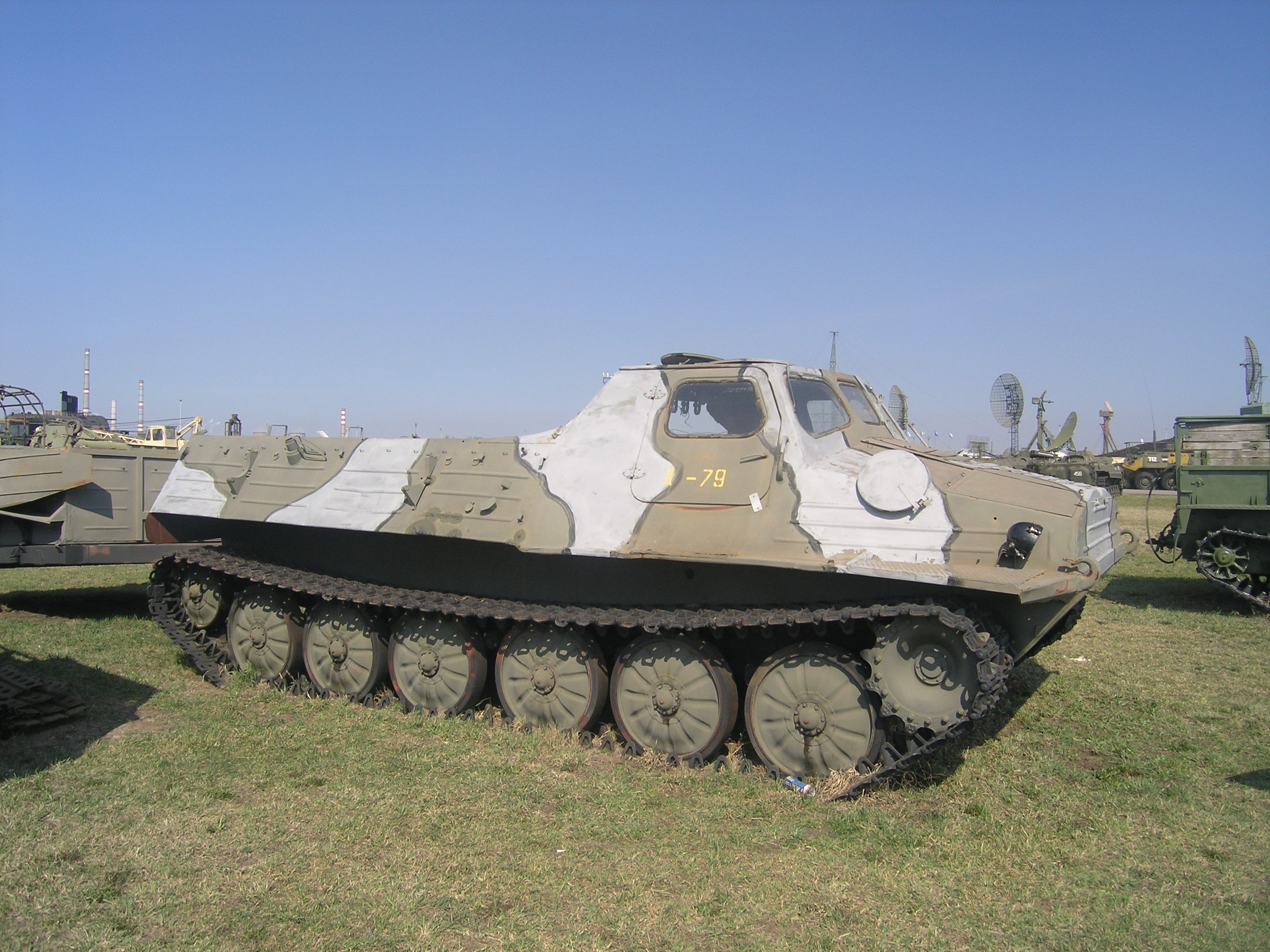

Гусеничний транспортер-тягач, відомий під позначенням «Виріб 21», був створений в СРСР в кінці 1950-х років і широко використовувався в Радянській Армії і в народному господарстві Більш ніж через півстоліття, снігоболотоходи ГТ-Т, різні модифікації і модернізації даної машини все ще придатні для експлуатації та користуються попитом. Дана техніка широко застосовується в різних сферах виробництва, особливо в умовах Крайньої Півночі.

## Історія
Тягач — транспортер був розроблений в 1958-1960 роках на Харківському тракторному заводі. Виробництво майже одразу було перенесено на новий на той час рубцовський машинобудівний завод (РПЗ Росія). У Рубцовську перші два корпуси транспортера були виготовлені в кінці 1961 року. У 1962 р. здано в експлуатацію головний конвеєр по їх випуску, зібрані і здані перші два вироби. Протягом 1962 року було додатково виготовлена установча партія ще з п'яти машин.
У 1963 році обсяг виробництва ГТ-Т склав 10 машин на місяць, а до кінця 1966 року досяг 110—120 машин на місяць.

До 1968 року також створено філію РМЗ з виробництва плаваючих всюдиходів ГТ-Т в Семипалатинську, а з 1977 року виробництво даних машин, яких було зібрано понад 10 тисяч штук, було остаточно передано семипалатинській філії.
З 1983 і до початку 1990-х років в Семипалатинську щорічно збирали і реалізовували близько 600—700 гусеничних транспортерів-тягачів ГТ-Т. У 1990-ті роки велися роботи по модернізації машини, зокрема, проводилася заміна дизельного двигуна В-6А на більш досконалі і потужні ярославські двигуни ЯМЗ-238.
Моторний відсік був перенесений в середню частину тягача, що дозволило добитися кращої розваговки машини. Також були розроблені котки з максимально зносостійким поліуретановим покриттям.

## Особливості конструкції
Гусеничний важкий транспортер-тягач є швидкохідною машиною високої прохідності, що здатна плавати, з несучим корпусом і передніми ведучими колесами.

Даний транспортер-тягач призначений для перевезення людей та вантажів по бездоріжжю в умовах лісисто-болотистої місцевості, по засніженій цілини в районах Крайньої Півночі і Заполяр'я з одночасним буксируванням спеціальних колісно-лижних причепів чи інших систем загальною масою не більше 4-х тонн.
Вантажопідйомність транспортера 2 тонни або 23 людини, екіпаж — 2 людини. Рух транспортера на воді забезпечується за рахунок гусеничного рушія. Для підвищення швидкості руху транспортера на плаву при подоланні водних перешкод спереду на підкрилки корпусу ГТ-Т можуть бути встановлені швидкоз'ємні гідродинамічні щитки.

### Корпус
Несучий цільнометалевий, зварений у вигляді понтонного короба, забезпечує хорошу плавучість. Розділений на три відсіки. Моторно-трансмісйний, кабіна, відкритий кузов.
Моделі різних років випуску мають різне компонування. Так, на базі відкритого кузова встановлювалися дуги із тентом, кузов виварювався у вигляді короба, цей короб теж мав різну форму: борти кузова могли бути продовженням по площині вгору, кузов міг мати форму паралелепіпеда як із прямими бічними верхніми гранями, так і зі скошеними на трапецію. Силовий агрегат в моделях пізніших випусків переносився за кабінний відсік, що покращило розваговку машини. В тягачах, переобладнаних під військові апаратні (зв'язку, шифрувальні станції, РЛС ППО), кузов виварювався як типовий військовий КУНГ.

### Двигун і трансмісія
6-циліндровий чотиритактний дизельний двигун В-6А рідинного охолодження, максимальна потужність 200 к.с. при 1800 об / хв. Двигун працював в зв'язці з механічною двопоточною трансмісією з двома планетарно-фрикційними механізмами повороту. Трансмісія має 5 передач переднього ходу і одну — заднього. Максимальна теоретична швидкість руху ТГ-Т по дорогах з твердим покриттям на п'ятій передачі становила 45,5 км / год, максимальна швидкість руху назад 6,54 км / год. При цьому середня технічна швидкість тягача ТГ-Т при русі по сухій ґрунтовій дорозі середньої якості з вантажем і причепом 22-24 км / ч. Середня витрата палива 90-110 літрів на 100 кілометрів, що забезпечувало машині запас ходу близько 500 км.

### Ходова частина
Містить пар опорних обрезиненних котків. У передній частині машини розташовувалися ведучі колеса, в задній — напрямні колеса.
Кожна гусениця включала в себе 92 дрібних ланки з шарнірно-плаваючими пальцями і цівочного зачепленням.
Підвіска всюдихода незалежна торсіонна.
Рух машини на плаву забезпечувався за рахунок гусеничного рушія, максимальна швидкість ГТ-Т на спокійній воді 6 км / год. Для підвищення швидкості ходу на плаву могли використовуватися швидкоз'ємні гідродинамічні щитки.

### Додаткові опції
- Бурова установка для буріння свердловин, діаметр 300 мм під опори ЛЕП;
- Технічна вишка-підйомник для ремонту і обслуговування високовольтних ліній електропередач;
- установка крана-маніпулятора;
- сідельний тягач для перевезення довгомірних вантажів (труб);
- пересувна зварювальна установка;
- установка для пожежогасіння.

## Модифікації

### ГТ-ТМ
Версія цивільного призначення. Снігоболотохід призначений для перевезення вахтових і ремонтних бригад, доставки великогабаритних вантажів в райони з важкими грунтово-кліматичними умовами.
ОсобливостіУ передній частині ГТ-ТМ знаходиться віброшумоізольована кабіна для водія і двох пасажирів, в задній частині — пасажирсько-вантажний тентовий кузов.
Управління гусеничним всюдиходом виготовлене штурвального типу з гідрооб'ємним механізмом повороту.
Моторне відділення знаходиться в закритому відсіку, до якого при необхідності обслуговування забезпечується вільний доступ.
Конструкція гусеничного транспортера-тягача дозволяє здійснювати буксирування спеціального обладнання і причепів. Долати водні перешкоди машина може з ходу.
На всюдиході встановлений більш потужний 8-циліндровий V-подібний дизельний двигун рідинного охолодження ЯМЗ-238БВ робочим об'ємом 14,86 літра. Цей двигун Ярославського моторного заводу розвиває потужність 310 к.с. (228 кВт).
Маса ГТ-ТМ в спорядженому стані досягає 11,6 тонни.
Вантажопідйомність зросла до 2500 кг, маса причепа на буксирі — до 5000 кг.
Максимальна швидкість всюдихода, завдяки установці більш потужного дизеля, збільшилася до 60 км / год, запас ходу по паливу становить 600 км.
Діапазон температур для експлуатації -45 — +45 градусів Цельсія.

### ГТ-ТБК
Шасі збільшено на один опорний коток. Випускається з 2007 року. Внаслідок збільшення бази вантажопідйомність зросла до 4000 кг, маса до 9000 кг. Розміри вантажної площадки (Д х Ш) 3600 × 1800 мм. Габарити (Д х Ш х В) 7345 × 3140 × 2185 мм.

### ГТ-ТС
Гусеничний снігоболотоходний сідельний тягач, обладнаний сідельно-зчіпним пристроєм від колісного сідельного тягача ЗІЛ-157 В.